# 다카에 레오
다카에 레오(일본어: 髙江 麗央, 1998년 6월 27일~)는 일본의 축구 선수이다.

## 구단 경력
그는 2017년 J1리그의 감바 오사카에 입단했다. 2019년까지 20경기에 출전. 2020년 J2리그의 FC 마치다 젤비아로 이적했다. 2023년까지 139경기에 출전하여, 4득점을 넣었다. 2023년 7월 몬테디오 야마가타로 이적했다.